# HD 38529 b
HD 38529 b es un planeta extrasolar que se encuentra aproximadamente a 138 años luz, en la constelación de Orión. Fue descubierto en el año 2000 por Debra Fisher. A causa de su masa, es probable que sea un gigante gaseoso. Orbita alrededor de la estrella HD 38529 en la distancia límite para ser considerado un Júpiter caliente.